# Densberg
Densberg is een plaats in de Duitse gemeente Jesberg, deelstaat Hessen, in het zuidelijke gedeelte van het Kellerwald. Het riviertje de Gilsa stroomt aan de zuidkant van het dorp.

## Geschiedenis
Densberg wordt voor het eerst genoemd in een oorkonde van aartsbisschop Wezilo van Mainz in 1085 als „Denisburc“. De vóór 1190 gebouwde burcht speelde in de 13e en 14e eeuw een rol in de strijd tussen het aartsbisdom Mainz en het Landgraafschap Hessen en is meerdere malen deels afgebroken en weer opgebouwd. In 1427 kwam de burcht definitief in Hessische handen, maar in 1469 werd de burcht verwoest tijdens een burgeroorlog. In 1506 werd voor het laatst iets vernomen van de burcht; de ruïne diende daarna als steengroeve.
In 1483 werden zowel de burcht als het dorp onderdeel van het ambt Schönstein. In de periode 1807-1813 viel Densberg binnen het kanton Jesberg van het Koninkrijk Westfalen. Nadat Densberg in 1836 administratief was losgemaakt van Treysa, werd het onderdeel van de Kreis Fritzlar, dat op zijn beurt in 1932 opging in het Landkreis Fritzlar-Homberg.
Op 2 oktober 1911 werd de Kellerwaldbahn in gebruik genomen, een spoorlijn die liep van Zimmersrode naar Gemünden (Wohra) en in beide plaatsen aansluiting gaf op andere spoorlijnen. Densberg was een van de stations aan de Kellerwaldbahn. Op 28 mei 1972 werd het treinverkeer gestaakt, waarna het traject werd opgebroken.
De gemeente Densberg werd op 1 januari 1974 opgeheven en werd onderdeel van de gemeente Jesberg binnen het nieuwe Schwalm-Eder-Kreis.

## Bezienswaardigheden
- Ruïne Burg Densberg.
- Wüstegarten, de hoogste berg van het Kellerwald (675m), met uitzichttoren en restanten van een ringwalburcht.
- Evangelische Kerk Densberg (1806).